# Sabbioneta
Sabbioneta är ort och kommun i provinsen Mantua i regionen Lombardiet, Italien, omkring 30 km norr om Parma, inte långt från floden Po, 19 meter över havet. Kommunen hade 4 162 invånare (2018). Staden blev tillsammans med Mantua ett världsarv 2008.

## Historia
Staden stod under sin framväxt under Vespasiano Gonzagas skydd som dess hertig. Genom honom förvandlades samhället till en liten residensstad. Den var väl befäst och från denna period daterar sig hertigens palats (idag stadshus), teatern Teatro all'Antica ritades mellan 1588 och 1590 av Vincenzo Scamozzi. Kyrkan och sommarpalatset har fresker målade av konstnärer tillhörande Campifamiljen i Cremona. Det var också under denna period som staden blev ett mindre musikaliskt centrum; kompositörer som Benedetto Pallavicino arbetade här under Vespasiano, före hans flytt till staden Gonzaga.
Staden är också känd för sitt judiska getto och särskilt för sitt hebreiska tryckeri. 1567 satte Tobias Foa upp tryckeriet. Han publicerade dock några "antikristna böcker" och han tvingades därför lägga ned verksamheten. Hans arbeten och kanske även hans typer togs upp av den kristna boktryckaren Vincenzo Conte.